# Hispidophila sophoniae
Hispidophila sophoniae is een vliesvleugelig insect uit de familie Trichogrammatidae. De wetenschappelijke naam is voor het eerst geldig gepubliceerd in 2002 door Lin & Lin.